# جاك ليزلي (لاعب كرة قدم أسترالية)
جاك ليزلي (بالإنجليزية: Jack Leslie)‏ هو لاعب كرة قدم أسترالية أسترالي، ولد في 27 أبريل 1995 في جيبسلاند في أستراليا.

## وصلات خارجية
- جاك ليزلي على موقع AustralianFootball.com (الإنجليزية)
- جاك ليزلي على موقع AFLtables.com (الإنجليزية)